# La bandera argentina
La bandera argentina va ser considerada durant molt de temps la primera pel·lícula produïda en el cinema argentí. Va ser dirigida pel pioner franco-argentí Eugenio Py el 1897, capturant la bandera de l'Argentina.
Aquesta pel·lícula curta va ser en realitat la quarta o cinquena, perquè en 1896 tres pel·lícules curtes van ser filmades i projectades a Buenos Aires per l'alemany Federico Figner; aquests tres curts de Figner van ser coneguts com a Vistas de Palermo, Avenida de Mayo i Plaza de Mayo. El curt La bandera argentina es presenta generalment com la primera pel·lícula del país degut al seu títol i significat patriòtic, encara que els tres curts de Figner estan clarament datats com projectats el 24 de novembre de 1896 (la primera pel·lícula que es va projectar al país va ser una producció francesa dels germans Lumière, el 18 de juliol de 1896). Els curts de Figner i Py es troben perduts en l'actualitat.
La pel·lícula té un gran significat històric per a la història del cinema a l'Argentina, i va ser produïda com a resultat de la immigració francesa a Buenos Aires, inclòs Py, el col·lega de la qual va importar el primer equip de cinema fotogràfic a l'Argentina a fins de 1896.